# PlotDrop
PlotDrop — Open Source застосунок для швидкої та простої 2D візуалізації серії даних. Він не надає повноцінного доступу до всіх можливостей gnuplot.
PlotDrop розроблено для роботи в тандемі з зовнішнім (немає діалогу відкриття файлів) броузером файлової системи, наприклад nautilus в GNOME. Файли з даними додаються механізмом drag-n-drop з броузера в файл-ліст вікна програми, після чого визначаються деякі властивості і генерується графік.
Особливості:
PlotDrop тестований на GCC 4.4. Потребує таких бібліотек:
- GTK+ 2.4
- libglib (>= 2.16)
- libglade
- gnuplot (>= 4.0)
- не підтримує кирилицю